# Артуро Пениче
Артуро Делгадийо Пениче (на испански: Arturo Delgadillo Peniche) е мексикански актьор и певец, брат на актрисата Алехандра Пениче и актьора Флавио Пениче.

## Личен живот
Артуро се жени на 28 години, има две деца – актьора Брандон Пениче и Киабет Пениче.

## Филмография

### Теленовели
- Горчива любов (2024-2025) - Енрике Оливарес
- Моята тайна (2022-2023) - Ернесто Ласкурайн
- Разделена любов (2022) - Алехо Нуниес Спиндола
- Изгарящ огън (2021) - Алфонсо Хуарес
- Preso No.1 (2019) - Педро Ислас Кардан
- Среща на сляпо (2019) - Федерико Саласар
- Кралицата съм аз (2019) - Дон Едгар
- Силвия Пинал, пред теб (2019) - Полковник Луис Пинал
- Tres Milagros (2018) - Улисес Суарес
- Трябваше да си ти (2018) – Есекиел Пинеда
- Полетът към победата (2017) – Браулио
- Жените в черно (2016) – Бруно Боргети
- Не ме оставяй (2015-2016) – Гонсало Мурат Сервантес
- Необичана (2014) – Ектор Робледо
- Толкова богати бедняци (2013-2014) – Непомусено „Непо“ Ескандиондас
- Бурята (2013) – Ариел Реверте
- Каква красива любов (2012-2013) – Фернандо Белтран
- Когато се влюбиш (2010-2011) – Монсеньор Хуан Кристобал Гамбоа Мартели
- Niña de mi corazón (2010) – Максимо Ариоха Рикелме
- В името на любовта (2008-2009) – Отец Хуан Кристобал Гамбоа Мартели
- Victoria (2007-2008) – Енрике Мендоса
- Зоро: Шпагата и розата (2007) – Фернандо Санчес де Монкада
- Ранени души (2006) – Алфредо Луке
- Пробуждане (2005-2006) – Антонио де Гусман и Пантоха
- Срещу вълните на живота (2005) – Насарио
- Corazones al límite (2004) – Алваро Риверол
- Любов и омраза (2002) – Флавио Сакристан
- Натрапницата (2001) – Карлос Алберто Хункера
- Ангелско личице (2000-2001) – Д-р Владимир Монтемайор
- Винаги ще те обичам (2000) – Луис Мигел Гарай
- Коледна песен (1999) – Д-р Антонио
- Mujeres engañadas (1999-2000) – Алехандро Лисарага
- Soñadoras (1998-1999) – Хосе Луис Дуеняс
- Живея заради Елена (1998) – Ектор
- Узурпаторката (1998) – Едмундо Серано
- El alma no tiene color (1997) – Лисандро дел Аламо
- Марисол (1996) – Хуан Висенте Морелос
- Морелия (1994-1995) – Хосе Енрике Кампос Миранда
- Мария Хосе (1994) – Карлос Алберто Алмасан
- Мария Мерседес (1992) – Хорхе Луис дел Олмо
- Валерия и Максимилиано (1991-1992) – Патрисио дел Вал
- Emperatriz (1990-1991) – Давид Леон
- María María (1989-1990) – Естебан Араухо
- Любов в мълчание (1988) – Фернандо Силва
- Опърничавата (1987) – Мигел Ечанове
- Върховно изпитание (1986) – Д-р Густаво Секерман
- Да живееш по малко (1985-1986) – Адриан Мериса Обрегон
- Principessa (1984-1986)
- Bianca Vidal (1982-1983) – Педро
- Chispita (1982-1983)

### Кино
- El señor de los cerros (1999)
- Amor y venganza (1991)
- Entre la fe y la muerte (1990)
- La mujer judicial (1990) – Арон
- El fiscal de hierro 2: La venganza de Ramona (1989)

### Сериали
- Cero en Conducta (1999)
- Cantando por un Sueño 3

### Дискография
- Mi amor anda libre (2002)
- Bésame en la boca (2004)
- Infiel (2014)

### Дублаж
- Machine Robo Rescue (El Rescate de Machine Robo)

## Награди и номинации
Награди TVyNovelas (Мексико)
| Година | Категория                          | Теленовела             | Резултат  |
| ------ | ---------------------------------- | ---------------------- | --------- |
| 2016   | Най-добър пръв актьор              | Не ме оставяй          | Печели    |
| 2015   | Най-добър актьор в поддържаща роля | Толкова богати бедняци | Номиниран |
| 2010   | Най-добър актьор                   | В името на любовта     | Номиниран |
| 1993   | Най-добър актьор в главна роля     | Мария Мерседес         | Печели    |
| 1989   | Най-добър актьор в главна роля     | Любов в мълчание       | Номиниран |
| 1986   | Най-добро мъжко откритие           | Да живееш по малко     | Печели    |
| 1986   | Най-добър млад актьор              | Да живееш по малко     | Номиниран |

Награди ACE (Ню Йорк)
| Година | Категория        | Теленовела         | Резултат |
| ------ | ---------------- | ------------------ | -------- |
| 2010   | Най-добър актьор | В името на любовта | Печели   |
| 1996   | Най-добър актьор | Мария Хосе         | Печели   |

Награди El Heraldo de México
| Година | Категория        | Теленовела   | Резултат |
| ------ | ---------------- | ------------ | -------- |
| 2002   | Най-добър актьор | Натрапницата | Печели   |
| 1996   | Най-добър актьор | Мария Хосе   | Печели   |

Награди People en Español
| Година | Категория        | Теленовела         | Резултат  |
| ------ | ---------------- | ------------------ | --------- |
| 2009   | Най-добър актьор | В името на любовта | Номиниран |